# Райленд, Уильям
Уильям Уинн Райленд, или Райланд (англ. William Wynne Ryland; 1732 или июль 1738, Лондон — 29 августа 1783, Лондон) — английский гравёр. Мастер репродукционной гравюры. Ученик Жиля Демарто, последователь Франческо Бартолоцци в технике гравюры пунктиром.

## Биография
Уильям родился в Лондоне, был старшим из семи сыновей Эдварда Райленда (? — 1771), гравёра и печатника. Он изучал гравюру у Симона-Франсуа Равене в Лондоне, а в Париже — рисунок у Франсуа Буше и гравюру у Жака-Филиппа Леба. Проведя пять лет на континенте, он вернулся в Англию и награвировал по живописным оригиналам портреты короля Георга III и лорда Бьюта, а также портрет королевы Шарлотты. Был назначен гравёром короля, эта должность приносила ему содержание в размере 200 фунтов стерлингов в год.
В 1766 году он стал членом Объединённого общества художников и выставлял свои произведения в Королевской академии художеств. В более поздние годы Райланд отказался от штриховой гравюры и, под влиянием и руководством Франческо Бартолоцци, стал работать в технике пунктира, в которой линия состоит из ряда точек. Он копировал в этой технике рисунки старых мастеров и работы Ангелики Кауфман.
Райленд стал известным художником, в поисках дальнейших заказов он вступил в партнёрство с учеником Генри Брайером, вложив деньги в типографию в Корнхилле, Лондон; но типография обанкротилась в декабре 1771 года. После некоторого перерыва он возобновил коммерческую деятельность в качестве продавца гравюр в Стрэнде, но вскоре удалился в частную резиденцию в Найтсбридже.
В 1783 году Райленд попал под подозрение в подделке финансовых документов. 1 апреля 1783 года он исчез из дома. Было выпущено объявление, предлагающее вознаграждение за его поимку по обвинению в подделке и выдаче двух векселей на сумму 714 фунтов стерлингов с целью обмана Ост-Индской компании. По прибытии офицеров, чтобы арестовать его в небольшом доме недалеко от Степни, он предпринял отчаянную попытку покончить жизнь самоубийством — перерезать себе горло. 27 июля его судили в Олд-Бейли.
Подозрение возникло, когда были найдены два векселя с одинаковым номером, однако не было ясно, какой из них был настоящим, а какой подделкой. Только свидетельство производителя бумаги о том, что бумага, на которой был напечатан вексель Райленда, не продавалась до даты векселя, привело к его осуждению и приговору к смертной казни. Он был повешен в Тайберне 29 августа 1783 года и похоронен в церкви Святого Дунстана в Фелтеме Миддлсексе.
Известно, что поэт и художник Уильям Блейк за двенадцать лет до этого события предсказал, что Райленд будет повешен. Это пророчество было сделано, когда Блейка отправили в ученики к Райленду, однако он отказался, сказав: «Мне не нравится лицо этого человека: похоже, он доживет до повешения!» .
У Райленда остались вдова и шестеро детей. Его вдова много лет держала печатную мастерскую на Оксфорд-роуд, а его дочь стала учителем рисования и обучала принцессу Елизавету и других членов королевской семьи. В 1762 году один из братьев Райленда был осужден за грабёж на большой дороге, совершённый в состоянии алкогольного опьянения, приговор был отменён только утром в день казни благодаря личному влиянию брата на короля.

## Галерея

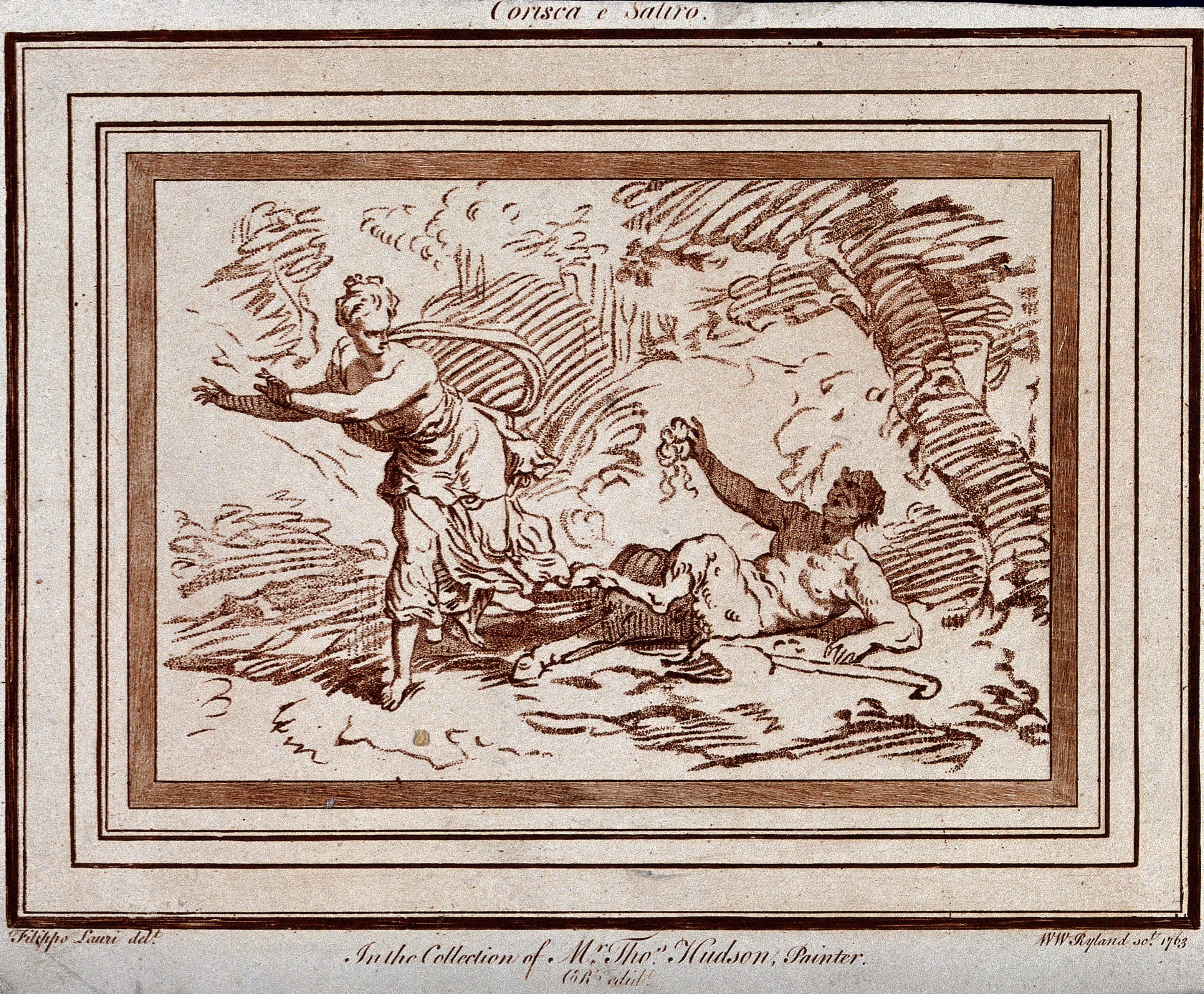
Корсика и сатир. Гравюра карандашной манерой.
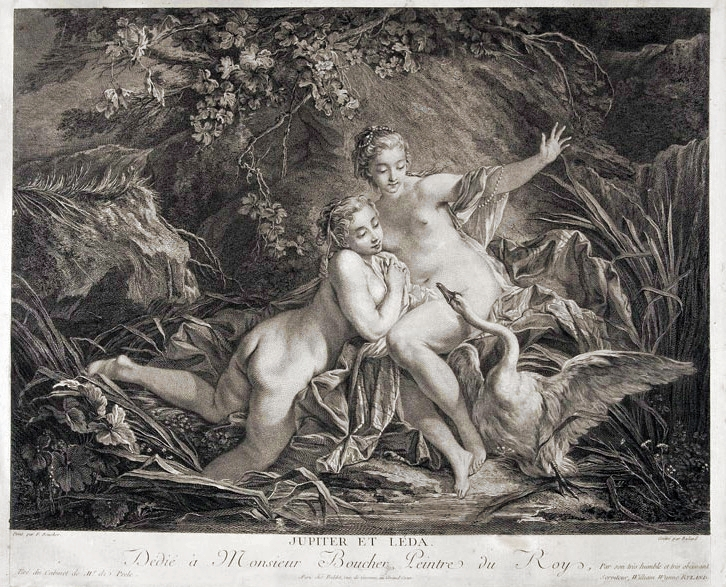
Юпитер и Леда. Офорт. 1758. По картине Ф. Буше. Национальный музей, Варшава
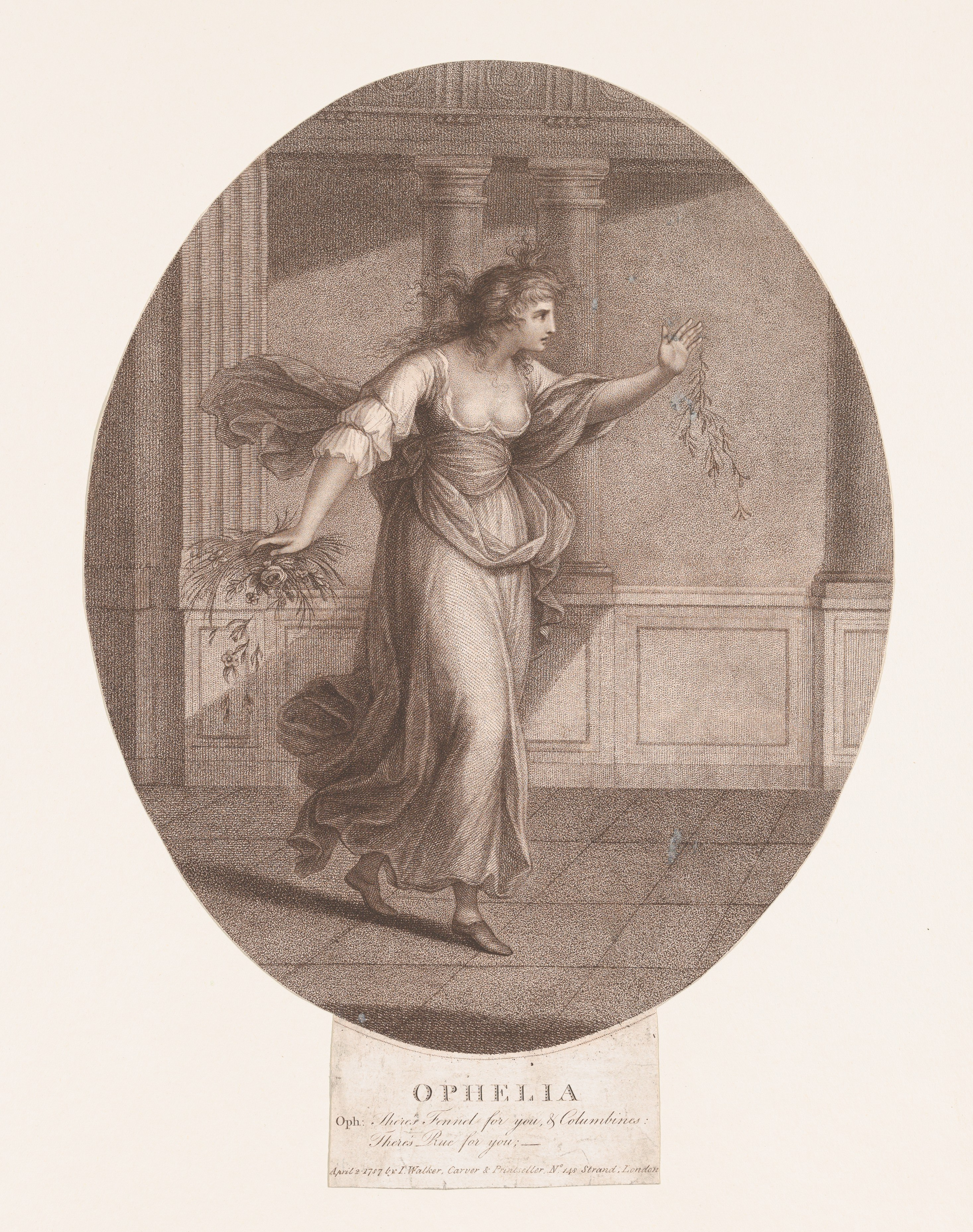
Oфелия. Из иллюстраций к «Гамлету» У. Шекспира. Действие 4, сцена 5. 1787. Цветной пунктир. Метрополитен-музей, Нью-Йорк
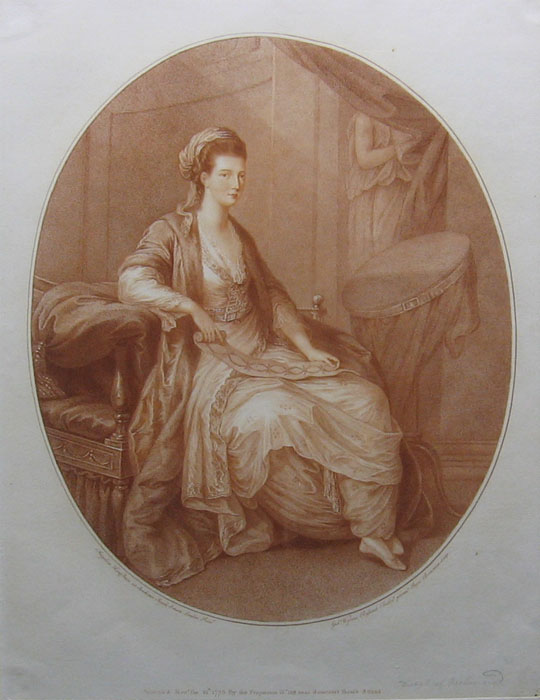
Герцогиня Ричмонд. 1775. По картине А. Кауфман. Гравюра пунктиром
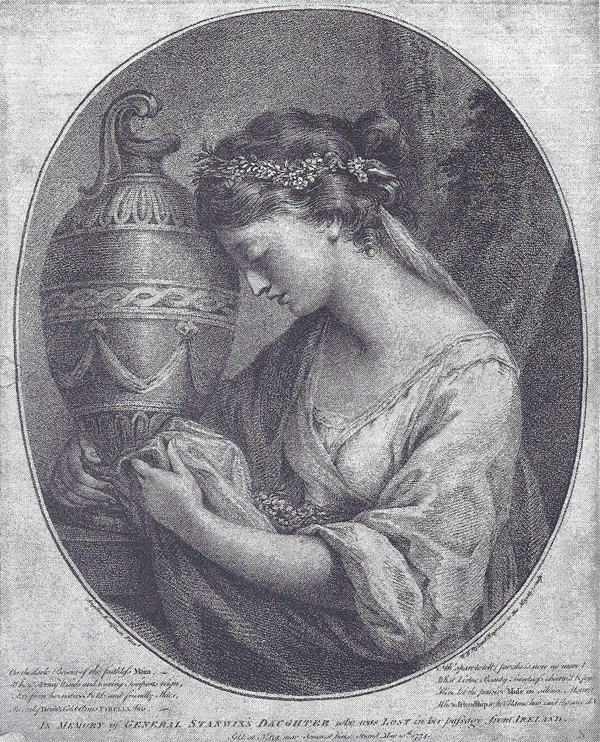
Энн Хоум в роли Задумчивой Музы. 1767. По утраченной картине А. Кауфман. Гравюра пунктиром
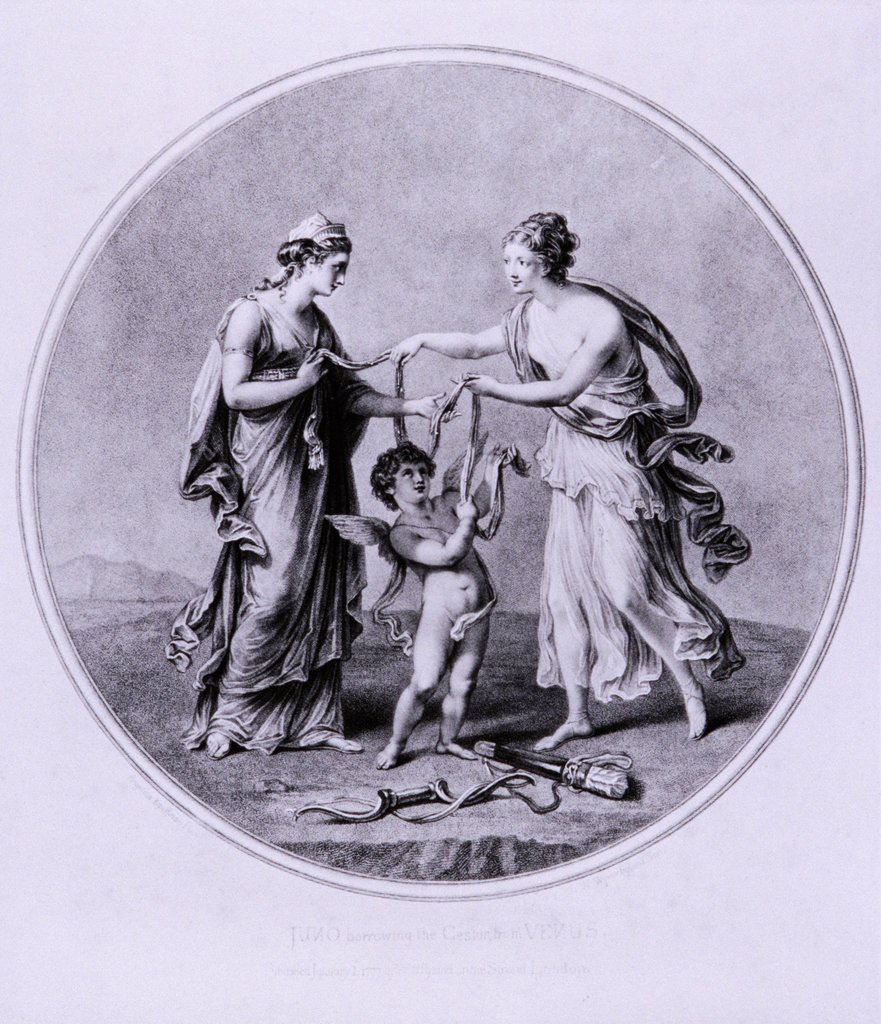
Юнона получает пояс от Венеры. 1782. Гравюра пунктиром